# Idan Ofer
Idan Ofer (em hebraico:  עידן עופר; Haifa - 2 de outubro de 1955) é um empresário bilionário e filantropo israelense, com interesses em navegação, energia, mineração e esportes. Ele é o fundador da Eastern Pacific Shipping e o diretor do Quantum Pacific Group, uma holding. Ele é acionista majoritário da Israel Corporation, listada na Bolsa de Valores de Tel Aviv, bem como da Kenon Holdings, listada na Bolsa de Valores de Tel Aviv e Nova York . Ele também é proprietário da holding israelense Lynav Holdings e da holandesa Ansonia Holdings.

## Biografia
Idan Ofer é filho do falecido bilionário israelense Sammy Ofer (originalmente Shmuel Herskovich) e Aviva Ofer. Seu pai era um magnata da navegação israelense que imigrou da Romênia para Israel. Seu irmão mais velho é o empresário israelense Eyal Ofer . Seu tio é Yuli Ofer . 
Possui uma participação de 33% no clube de futebol espanhol La Liga, Atlético Madrid, e uma participação de 85% no clube de futebol português FC Famalicão, associação da Primeira Liga .
Em agosto de 2022, seu patrimônio líquido foi estimado em US $ 11,0 bilhões.
Após a morte de seu pai em 2011, ele herdou metade da fortuna e coleção de arte moderna de seu pai. Como resultado, em 2013, ele era o homem mais rico de Israel. De acordo com a Forbes, Ofer tem um patrimônio líquido de $ 11 bilhão.
Em março de 2022, a Israel Corp, controlada por Idan Ofer, vendeu 20,17 milhões de ações a $ 10,90 por ação, totalizando $ 220 milhões.

## Esportes
Em 2018, comprou uma participação de 51% através do Quantum Pacific Group no FC Famalicão, clube de futebol da segunda liga portuguesa, que posteriormente aumentou para 85% em 2019. Em 2019, o Famalicão foi promovido à primeira liga de futebol de Portugal, a Primeira Liga .
Também possui uma participação de 33% no clube de futebol espanhol La Liga , Atlético Madrid .
Em 2014, ele supostamente pagou à empresa de espionagem israelense Black Cube para rastrear informações sobre o então ministro das Finanças de Israel, Yair Lapid, e outros funcionários do governo, em uma tentativa de influenciar a política tributária.
Em 2021, foi nomeado empresário com 6 empresas no topo da lista vermelha do Ministério da Proteção Ambiental 
Em 2017, Ofer e sua esposa Batia Ofer fizeram contribuições de caridade para o Museu Judaico de Londres .